# Torre Amat
La Torre Amat és un edifici a la vila de Cardedeu (Vallès Oriental) protegit com a bé cultural d'interès local. La Torre Amat fou construïda dos anys després d'acabada la carretera de Caldes. Per l'estil d'aquesta fou construïda amb posterioritat al viatge que feu al seu arquitecte, Ramon Puig Gairalt, a Viena. Aquesta s'insereix en l'època de més activitat constructiva de la vila a la carretera de Caldes i, per tant, entre els anys 1910-1920, quan Cardedeu es transformà en un lloc d'estiueig per excel·lència.
Edifici aïllat de tipologia ciutat jardí. Consta de planta baixa, soterrani i pis amb coberta a quatre vessants i torreta mirador de secció quadrada on s'inclou l'escala d'accés a les diferents plantes. Als laterals de l'edifici hi ha mansardes. La porta principal disposa d'una gran escalinata i marquesina. Els materials emprats són grans blocs de carreus a la planta baixa i laterals, i estucat a la resta de l'edifici. Certa influència vienesa a la configuració formal de l'edifici.